# Kapellbrücke
Kapellbrücke (dobesedno Kapelni most) je pokrita lesena brv, ki diagonalno prečka reko Reuss v mestu Luzern v osrednji Švici. Poimenovan po bližnji kapeli svetega Petra in je edinstven, saj vsebuje številne slike iz 17. stoletja, čeprav jih je bilo veliko leta 1993 uničeno v požaru skupaj z večjim delom stoletnega mostu. Kasneje je bil obnovljen in je Kapellbrücke najstarejši leseni pokriti most v Evropi in najstarejši preživeli most na svetu. Služi kot simbol mesta in kot ena glavnih turističnih znamenitosti Švice.

## Zgodovina
Del mostnega kompleksa je osmerokotni 34,5 m visok (od tal) Wasserturm, kar v prevodu pomeni 'vodni stolp', v smislu 'stolp, ki stoji v vodi'. Stolp je stal pred mostom približno 30 let. Skozi stoletja so ga uporabljali kot zapor, mučilnico, kasneje pa tudi kot  občinski arhiv in lokalno zakladnico. Danes je stolp zaprt za javnost, čeprav je v njem lokalno topniško združenje in trgovina s turističnimi darili.
Most je bil prvotno zgrajen c.1365 kot del utrdb v Luzernu. Staro mesto na desnem bregu Reussa je povezal z novim mestom na levem bregu, ki je mesto zaščitilo pred napadi z juga (tj. z jezera). Most je bil sprva dolg več kot 270 metrov; številna skrajšanja v preteklih letih in dopolnitve rečnih bregov pomenijo, da je most zdaj dolg le 204,7 metra. To je najstarejši preživeli palični most na svetu, sestavljen iz opornih in trikotno oblikovanih paličnih nosilcev zmernega razpona, podprti na pilotiranih stebrih in je kot tak verjetno razvoj paličnega mostu.
Kapellbrücke je 18. avgusta 1993 skoraj zgorel. Požar je uničil dve tretjini notranjih slik.  Kmalu zatem je bil Kapellbrücke rekonstruiran v skupnem znesku 3,4 milijona CHF in 14. aprila 1994 ponovno odprt za javnost.

## Slike
- Ena od obnovljenih notranjih slik; ta prikazuje lokalnega pobijanja
- Škoda zaradi požara iz leta 1993 je še vedno očitna v rekonstruiranem Kapellbrückeju

Luzern je edinstven s svojimi tremi lesenimi mostovi za pešce, Hofbrücke iz 14. stoletja (zdaj uničen) in Kapellbrücke ter Spreuerbrücke iz 16. stoletja, vsi pa imajo poslikane notranje trikotne okvirje. Nobena druga lesena brv v Evropi nima te lastnosti. Slike iz 17. stoletja, ki jih je naslikal lokalni katoliški slikar Hans Heinrich Wägmann, prikazujejo dogodke iz zgodovine Luzerna. Od prvotnih 158 slik jih je 147 obstajalo pred požarom leta 1993. Po požaru so zbrali ostanke 47 slik, a nazadnje le 30 popolnoma obnovili.
Lesene deske, na katerih so bile slike, so se gibale od 150 centimetrov do 181 centimetrov v širino in od 85 centimetrov do 95 centimetrov v višino. Večina plošč je bila narejena iz smrekovih desk, le nekaj iz lipovega lesa in javorja. Slike so nastale v času protireformacije, na njih pa so bili prizori, ki so promovirali katoliško cerkev. Slike so sponzorirali člani mestnega sveta, ki so jim ob sponzoriranju panoja smeli pripisati svoj osebni grb. Razlaga posamezne slike je bila natisnjena pod vsakim prizorom. Slike so tekle vzdolž mostu, vse od življenja in smrti luzernskega zavetnika sv. Legerja do legend o drugem zavetniku mesta sv. Mavriciju